# Корда, Август Карл Йозеф
Август Карл Йозеф Корда (нем. August Karl Joseph Corda или нем. August Joseph Corda, 22 октября 1809 — сентябрь 1849) — немецко-чешский ботаник, миколог, палеонтолог и естествоиспытатель.

## Биография
Август Карл Йозеф Корда родился в городе Либерец 22 октября 1809 года.
Он был одним из первых ботаников, занимавшихся исследованиями ископаемых растений. Корда с большой точностью исследовал ископаемые растения в отношении их анатомической структуры.
В 1848 г. во время революционных событий едва избежал ареста по обвинению в агитации против Австро-Венгерской империи.
Август Карл Йозеф Корда умер на корабле «Виктория» в сентябре 1849 года, возвращаясь через Атлантический океан из экспедиции в Северную Америку.

## Научная деятельность
Август Карл Йозеф Корда специализировался на окаменелостях, на папоротниковидных, Мохообразных, водорослях, семенных растениях и на микологии.

## Память
В честь А. Корды названы кордаиты.

## Научные работы
- Icones fungorum hucusque cognitorum (Prag 1837—1854, 6 Bde.).
- Prachtflora europäischer Schimmelbildungen (Leipzig 1839; franz., das. 1840).
- Beiträge zur Flora der Vorwelt (Prag 1845).
- Anleitung zum Studium der Mykologie (Prag 1842).